# Naturschutzgebiet Untere Nuthseen
Das Naturschutzgebiet Untere Nuthseen (Kennung KLE-015) ist ein ca. 16,5 ha großes Naturschutzgebiet im Kreis Kleve nahe Hommersum bei Goch, welches 1982 unter Schutz gestellt wurde.
Es besteht aus drei miteinander verbundenen Teichen, die in extensiv bewirtschaftetes, durch Staunässe geprägtes Weideland eingebettet sind. Das Grünland wird durch die Beweidung mit Hochlandrindern offen gehalten.
Unter anderem kommen in dem Gebiet Libellenarten wie der Spitzenfleck oder die Falkenlibelle vor. Auch der Eisvogel findet dort seine Heimat oder Wiesenvögel wie der Kiebitz finden im Feuchtgrünlandkomplex ihren Lebensraum.